# Tanaecia rugosotina
Tanaecia rugosotina är en fjärilsart som beskrevs av Hans Fruhstorfer 1913. Tanaecia rugosotina ingår i släktet Tanaecia och familjen praktfjärilar. Inga underarter finns listade i Catalogue of Life.